# Wolfgang Fremuth
|  | Dieser Artikel wurde aufgrund von formalen oder inhaltlichen Mängeln in der Qualitätssicherung Biologie zur Verbesserung eingetragen. Dies geschieht, um die Qualität der Biologie-Artikel auf ein akzeptables Niveau zu bringen. Bitte hilf mit, diesen Artikel zu verbessern! Artikel, die nicht signifikant verbessert werden, können gegebenenfalls gelöscht werden. Lies dazu auch die näheren Informationen in den Mindestanforderungen an Biologie-Artikel. |

Wolfgang Fremuth (* 1954 in Leonberg) ist ein deutscher Biologe. Er war Leiter der Fachabteilung Europa der Zoologischen Gesellschaft Frankfurt (ZGF), ist Mitglied im BUND und Unterstützer und Förderer von EuroNatur.

## Leben
Fremuth studierte an der Universität Tübingen und Universität Hohenheim Biologie. Er war Mitarbeiter an der Landesanstalt für Bienenkunde in Hohenheim (BaWü). Anschließend wurde er Naturschutzreferent beim BUND-Bundesverband und war von 1985 bis 1992 dessen stellvertretender Bundesgeschäftsführer. Von 2001 bis 2011 war er Leiter der Europa-Abteilung der ZGF.
Von 2011 bis 2016 leitete Wolfgang Frehmuth ein Expertenteam zur Entwicklung des Prespa Nationalparks in Albanien und zur Schaffung des grenzüberschreitenden Biosphärenreservates (Prespa-Ohrid-Seenland). Dieses wurde am 14. Juni 2014 von der UNESCO anerkannt.
Fremuth war bis Oktober 2016 Präsident der europäischen EECONET Stiftung.

## Publikationen (Auswahl)
- Fledertiere am Ende? BUND, Bonn 1987.
- Das manipulierte Leben. Kölner Volksblatt, Köln 1988, ISBN 3-923243-39-1.
- mit Ferdinand Bego: Albania. Guide to it’s natural treasures. Klemp, Tirana 2002, ISBN 3-931323-06-4.